# Patrick Baudry
Patrick Pierre Roger Baudry (* 6. März 1946 in Douala, Kamerun) ist ein ehemaliger französischer Astronaut. 
Baudry war ab 1970 Kampfpilot in der französischen Luftwaffe, bis er 1980 von der französischen Weltraumbehörde CNES als Astronautenkandidat ausgewählt wurde.

## Astronautentätigkeit
Baudry trainierte zwei Jahre am Juri-Gagarin-Kosmonautentrainingszentrum im russischen Sternenstädtchen nahe Moskau. Er war auch der Ersatzmann von Jean-Loup Chrétien für die Mission Sojus T-6 im Jahr 1982.
Der Flug STS-51-E der Challenger wurde wegen Problemen der IUS-Oberstufe abgesagt. Es hätte ein TDRS-Satellit ausgesetzt werden sollen. Als Besatzung waren Karol Bobko, Donald Williams, Rhea Seddon, David Griggs, Jeffrey Hoffman, der Politiker Jake Garn und Patrick Baudry als Nutzlastspezialist vorgesehen.

### STS-51-G
Baudry flog am 17. Juni 1985 als CNES-Nutzlastspezialist im Rahmen der Mission STS-51-G mit der Raumfähre Discovery ins All. Dabei wurden Kommunikationssatelliten für Mexiko (Morelos), die Arabische Liga (Arabsat) und die USA (AT&T Telstar) ausgesetzt. Außerdem wurde der SPARTAN-Satellit ausgesetzt und nach 17 Stunden wieder eingefangen.

## Privates
Patrick Baudry ist verheiratet und hat zwei Kinder.